# Overdrevsvejen (Hillerød)
Overdrevsvejen  eller  Ring 2 er en tosporet omfartsvej syd om Hillerød. Vejen er en del af primærrute 6 og primærrute O2. 
Omfartsvejen blev lavet for at få tung trafik på den gamle hovedvej uden om Hillerød, så byen ikke blev belastet.
Vejen går også forbi det kommende Nyt Hospital Nordsjælland, der skal ligge i udkanten af det sydlige Hillerød. Supersygehuset skal stå færdig i 2020. 
Vejen forbinder Hillerødmotorvejens forlængelse. I vest med Isterødvejen i øst og med forbindelse til Roskildevej, Hestehavevej, Københavnsvej og Kongens Vænge.